# Jackson Showalter
Jackson Whipps Showalter (Minerva, Ohio, 4 de febrer de 1860 – Lexington, Kentucky, 6 de febrer de 1935) fou un jugador d'escacs estatunidenc, cinc cops Campió dels Estats Units: 1890, 1892, 1892–1894, 1895-1896 i 1906–1909.

## Resultats destacats en competició
Va guanyar matxs pel campionat dels Estats Units contra S. Lipschütz (dos cops), Max Judd i Albert Hodges. Va perdre matxs pel mateix títol contra Lipschütz, Max Judd, Harry Nelson Pillsbury, i Frank James Marshall.
Era conegut com a "the Kentucky Lion" (el lleó de Kentucky), a causa del seu pentinat, ja que duia una espessa cabellera, i potser també a la seva força de joc.

## Contribucions a la teoria dels escacs
Ha donat nom a una variant del gambit de dama acceptat (1. d4 d5 2. c4 dxc4 3. Cc3).
A més, la coneguda "Maniobra simplificadora de Capablanca " a la Variant Ortodoxa del gambit de dama declinat (1.d4 d5 2.c4 e6 3. Cc3 Cf6 4. Ag5 Ae7 5. e3 Cbd7 6. Cf3 0-0 7. Tc1 c6 8. Ad3 dxc4 9. Axc4 Cd5) va ser, de fet, emprada per Showalter la dècada dels 1890, molts anys abans que en José Raúl Capablanca la jugués.